# Nosferattus palmatus
Nosferattus palmatus – gatunek pająka z rodziny skakunowatych i podrodziny Salticinae.

## Taksonomia
Gatunek ten opisany został po raz pierwszy w 2005 roku przez Gustava R.S. Ruiza i Antônia D. Brescovita na łamach „Revista Brasileira de Zoologia”. Jako lokalizację typową wskazano Usina Hidrelétrica de Xingó w Canindé do São Francisco w brazylijskim stanie Sergipe.

## Morfologia
Samce osiągają od 2,92 do 3,05 mm długości ciała i od 1,55 do 1,6 mm długości karapaksu, a samice od 3,15 do 4,15 mm długości ciała i od 1,67 do 1,75 mm długości karapaksu.
Karapaks u samicy jest brązowy, u samca brązowy z ciemniejszą częścią głowową i białym owłosieniem. Ustawione równolegle szczękoczułki są samca żółte. Przednia krawędź bruzdy szczękoczułka ma pięć zębów, a na tylnej jej krawędzi brak jest modyfikacji. Barwa nogogłaszczków, wargi dolnej, szczęk oraz sternum jest żółta. Odnóża są żółte, u samca z brązowym nakrapianiem, a u samicy z brązowym obrączkowaniem. Opistosoma (odwłok) samca jest kremowa, z wierzchu z dużym i gładkim skutum brązowej barwy, od spodu i po bokach z białym owłosieniem. Opistosoma samicy jest natomiast z wierzchu brązowa, po bokach marmurkowana, a od spodu bladokremowa. U samicy wszystkie kądziołki przędne są żółte.
Genitalia samicy cechują się płytką płciową o otworach umieszczonych tylno-środkowo i blisko siebie. Nogogłaszczki samca mają wolne ostrogi na apofizie retrolateralnej goleni, zredukowane tegulum oraz osadzony dosiebno-przednio-bocznie embolus.

## Rozprzestrzenienie
Gatunek neotropikalny, południowoamerykański, endemiczny dla stanu Sergipe w Brazylii; jedyny przedstawiciel rodzaju stwierdzony w tym stanie.